# Maria Rosén
Maria Kristina Rosén, född 10 juli 1951 i Luleå, är en svensk sångerska.
Rosén, som är dotter till överläkare Rune Rosén (1912–2009) och Birgitta Frykholm (1910–2005), växte upp i Luleå och bildade där som 14-åring tjejbandet Chics. År 1969 kom hon tvåa i Sveriges Radios popbandstävling med bandet Ålen & Co, i vilket även Björn Sjöö, Dan Bergman, Rolf Hedberg, Mats Danell, Hans och Nils Rinander samt Lars Lundqvist var medlemmar. 
År 1972 blev Rosén medlem i den då bildade musikgruppen Anton Svedbergs Swängjäng, vilken var en del av den progressiva musikrörelsen. Året därpå flyttade Ted Ström, tidigare medlem i Contact, till Luleå och Kjell Sundvall, som då var verksam inom musikrörelsen, sammanförde honom med Maria Rosén. Detta blev starten för musikgruppen Norrbottens Järn, som gav ut två musikalbum på det luleåbaserade skivbolaget Manifest, innan splittringen 1977.
Maria Rosén flyttade därefter till Malmö och kom in på Skurups folkhögskola 1978. Två år senare återvände hon till Malmö, där hon till 1986 studerade fagott vid Musikhögskolan i Malmö. Hon ingick även i en jazz-/visgrupp som tonsatte Stig Dagermans dagsedlar och turnerade i hela Sverige. Hon var även verksam som teatermusiker, bland annat på Helsingborgs stadsteater och Norrbottensteatern. Hon skrev sin första egna låt 1988 och har därefter varit verksam som vissångerska i eget namn. Hon har sedan mitten av 1990-talet varit bosatt i Stockholm. År 2003 utgav hon musikalbumet "Flavill" med i huvudsak eget material. De senaste åren har hon även deltagit i några spelningar med ett återförenat Norrbottens Järn.